# 老夫子漫畫角色列表
老夫子漫畫角色列表是顯示老夫子漫畫中的角色:

## 主要人物

### 老夫子
- 配音员：金貴（七彩卡通老夫子系列）、張錦程（老夫子2001）、杜汶澤（反斗偵探）

漫畫主角，45歲，是秦先生及大蕃薯的好朋友，單身漢。老夫子的女朋友為陳小姐（有時則是林小姐），常常向她示愛，都不成功，而他的死對頭則是老趙，常常處處爭先。他頭戴黑帽，身穿黃黑色衣服和藍色長褲，著着黑色「伯父鞋」的形像深入民心（除了在武俠世界外），加上他誇張、無聊、好管閒事和自作聰明的性格，在華人地區很難找到一個不認識老夫子的人。而且近年來更有人製作老夫子衣服，並於各地出售。
王澤曾表示：「老夫子不能結婚！老夫子就是活潑、喜歡玩、不務正業、到處歷險、把事情看歪，如果給老夫子一個家庭，這個故事就玩不下去了！」。
主角老夫子被傳是抄內地作家朋弟的《老夫子》，王澤（原名王家禧）則一口否認。

### 大番薯
- 配音员：譚炳文（水虎傳）、古明華（老夫子2001）、曾志偉（反斗偵探）

老夫子的朋友，外貌矮胖，只有三根頭髮，身材矮肥，性格好吃懶做，戴著一副眼鏡，常穿一款藍加黑中間有兩個大白點的老土衣服，和老夫子、秦先生是好朋友，常常都在減肥，卻不曾成功，在漫畫中常用來諷刺减肥人士和好吃懶做的人。他是《老夫子》三人組中最後面世的，因為王澤早年有漫畫《老夫子與秦先生》。
大番薯的作者是王澤，但近來有人提出大番薯的作者是朋弟，因朋弟的角色老白薯和大番薯很相像。

### 秦先生
- 配音员：馮永和（水虎傳）、龚国强（老夫子2001）、余宜發（反斗偵探）

老夫子的朋友，外貌年輕高瘦，與主角老夫子和大蕃薯均為好朋友，林小姐是其女朋友，性格幽默、自豪，身材高瘦，與其他兩位主角不同，他不只愛穿一款衣服，有時穿格仔衫，有時穿西裝，更會穿新潮衣服。
此外，秦先生比老夫子和大蕃薯更早面世，因為在王澤早年又有漫畫《秦先生》。秦先生的作者為王澤，本來叫「蠢先生」

### 老趙
- 配音员：周永光（水虎傳）、葉振聲（反斗偵探）

老夫子的死對頭（一般把趙讀成粵語第二聲，即「沼」音），他常穿西裝及結領帶。為人吝嗇，愛貪小便宜，喜作弄老夫子（例如摔倒他、吃了他的東西、向他淋水……），但有时会被老夫子反擊或陰謀敗露。已婚，其妻子對老趙十分嚴厲，所以老夫子也曾利用老趙的老婆來教訓他。另外，他有一女兒和一兒子。

## 次要人物

### 陳小姐
- 配音员：盧素娟（山T老夫子）、利嘉兒（反斗偵探）

漫畫中的女主角，也是老夫子的追求對象。她樣子娟好，身材適中，蓄短髮，常穿連身裙及高跟鞋。老夫子曾多次向她求婚，然而卻因各種因素(如中途睡著，空想)而不曾成功，老夫子向她求婚的對白都是：「你是我的靈魂，你是我的生命，請你嫁給我吧！」，又或是一面彈吉他，一面唱情歌，而陳小姐對老夫子也往往不理不睬。
在二十一世紀時期，其服裝有趨向現代化。
陳小姐在現實中的原型是王澤的妻子陳玲玲。
- 「你是我的靈魂，你是我的生命」是上海著名影星、歌星周璇《不變的心》的歌詞。

### 表妹
老夫子的表妹，身材高大，也很肥胖，雙手孔武有力，很會做粗活，而且是一位武林高手，但是卻是一個典型的土包子，而且很笨。王澤把她寫成一個六、七十年代典型的中國大陸來香港移民的樣子。她暗戀老夫子，然而老夫子對她甚無好感，故每當表妹找他麻煩，老夫子多會找對表妹有意的大番薯出頭。台詞中交代，表妹曾經有過一段婚姻，但丈夫已經過世。

### 老媽子
老夫子的母親，亦是一位武林高手。喜歡到舞廳跳舞。有一個故事大蕃薯正打給老夫子時，老媽子剛好在教訓老夫子。

### 林小姐
秦先生的女朋友，第二女主角，為一名打扮時髦，衣著花俏的女性，她在書中有兩個身份，有時是秦先生的女朋友，但更多時候是令老夫子迷倒的女性，但她從來不把老夫子放在眼內，而且對他非常冷漠，而她也常令老夫子和陳小姐結不成婚。

### 黃小姐
老夫子的小三

### 小明
漫畫中為老夫子的鄰居黃小姐的兒子，他扮演了大部分的小童角色，由於是鄰居，所以每當黃小姐沒空照顧小明時，通常由老夫子暫時照顧，漫畫中他十分聰明，什麼事都一學就會，也很會耍弄別人（例如用魔術面具），老夫子常常拿他沒辦法，同時他也常常向老夫子訴苦，老夫子也樂意幫助他。

### 小雅
老趙的女兒

### 老錢
老夫子的鄰居

### 阿金
老夫子的表姪子，分別數十年。有一子小全，是老夫子的好友，在老夫子登門拜訪時意外相認。

### 小全
阿金的兒子，老夫子是他的表叔公

### 小芬
小女孩，曾於酒吧歌唱

### 老夫子的爸爸
曾在漫畫中出現過，長像和老夫子神似，但有一把白鬍子，眼神也比較兇。

### 契爺
王司馬漫畫《牛仔》的角色，出現於《老夫子》只是出於客串性質。
漫畫中和老夫子有亦敵亦友的關係，也可以說是[第二號死對頭]，在第56單行本上出現過，之後再沒出現過。他有一個凶惡的太太，老夫子在和他爭鬥不敵於他的時候，老夫子總叫契太太出手，扭轉形勢。

### 牛仔
《牛仔》的牛仔，由牛仔作者王司馬繪畫，客串性質出現。

## 動物
- 汪多利：小明的狗
- 哈哈：老夫子的鸚鹉
- 咪咪：老夫子的貓
- 尼洛：鯊魚
- 斑點狗：秦先生的狗

## 其他人物
- 外星人
- 羊仙
- 神仙
- 阎罗王
- 木乃伊
- 幽灵
- 恶鬼
- 小偷
- 盗贼
- 老闆﹕經常欺壓老夫子
- 武术高手：包括柔道、空手道、截拳道、古代武士
- 丑女（丑男）：样貌似猩猩，难以区别其性别，一般从服饰上判断
- 年青人：打扮前衛的年青人，常被老夫子認為其衣著不倫不類，為老夫子所討厭
- 美女：并非陈小姐
- 阿福：機械人
- 火星童2洞3:火星人
- F16﹕搖滾樂樂隊成員、老夫子鄰居
- BMW﹕老夫子徒弟，他的兄弟名字均為汽車名牌。